# Popovo (ort i Kosovo)
Popovo (serbiska: Попово, albanska: Popovë, Kështjellas, Kështjellasi) är en ort i Kosovo. Den ligger i den norra delen av landet, 24 km norr om huvudstaden Priština. Popovo ligger 670 meter över havet och antalet invånare är 181.
Terrängen runt Popovo är kuperad åt sydväst, men åt nordost är den platt. Runt Popovo är det ganska tätbefolkat, med 222 invånare per kvadratkilometer. Närmaste större samhälle är Mitrovicë, 18,0 km väster om Popovo. Omgivningarna runt Popovo är en mosaik av jordbruksmark och naturlig växtlighet.